# Ліберті (собака)
Ліберті ('Honor's Foxfire Liberty Hume', 8 лютого 1974 — ? 1984) — собака 38-го президента Джеральда Форда.

## Історія
Коли Джеральд Форд в'їхав у Білий дім у них не було собак, але цю ситуацію вирішили змінити Сьюзен Форд (донька Фордів) і Девід Кеннерлі (фотограф з Білого дому).
Не кажучи нікому про свій намір, Девід дізнався, що в Міннеаполісі недавно народив прекрасний ретривер. Девід подзвонив власнику і сказав, що хоче купити цуценя своєму другові. Але ім'я свого «друга» він вирішив потримати в таємниці. Власник вважав за краще дізнатися кому хоче передати своє щастя, в добрі чи руки. Після чого Девід натякнув, що його друг займає гарну посаду і хвилюватися не варто, після цього власник погодився відправити собаку у Вашингтон. Сьюзен зайшла в кабінет Джеральда Форда і запитала яка буде собака, яку вони куплять, на що він відповів, що це буде мідний ретривер приблизно віку півроку.
"У цей момент Девід увійшов з цуценям мідного кольору, який несподівано бігав навколо Овального кабінету. «Чий це пес?» Я запитав.
«Це твій». Сьюзен і Девід засміялися. «Її звали Стрікер, але ми змінили його на» Ліберті "
У захваті я схопив цуценя, поклав її на коліна, потім спустився на руки і коліна, і погнав з нею на килим. Це було радісне переживання, і я знав, що Бетті Форд (дружина Джеральда Форда) буде так само в захваті, як і я, щоб вітати нове доповнення до нашої сім'ї. "
(Фрагмент з спогадів президента Форда("Час зцілення"Harper & Row, 1979), с. 192—193))
Сім'я Фордів була прихильниками золотистих ретриверів, про це свідчать попередні собаки. Незадовго до переїзду в Білий дім помер один з їх улюбленців.
Президент Джеральд Форд був, мабуть, самим практичним кінологом. Коли засідання ставало нестерпно нудним, Форд тихенько свистів, в президентський кабінет вбігав його золотистий ретривер Ліберті, і засідання само собою завершувалося.

## Архітектура
Коли в 2001 році в Рапід-Сіті створювали пам'ятник, не забули і про Ліберті. Вона знову поруч зі своїм господарем.
В історичному центрі міста Рапід-Сіті, штат Південна Дакота, місті президентів, знаходиться пам'ятник Джеральда Форда, тридцять восьмого президенту Сполучених Штатов. Рядом з ним сидить собака-золотистий ретривер по кличці Ліберті.

## Етимологія
Liberty — латинське слово, котре означає «Свобода».

## Спадкоємці
Ліберті 14 вересня 1975 року принесла дев'ять цуценят в Білому домі. Їх дарували всім знайомим. Але одного залишили та назвали Місті. Місті продовжувала жити у Білому домі разом з Фордами.